# Apci Somlyó
Apci Somlyó este o arie protejată (arie specială de conservare — SAC, sit de importanță comunitară — SCI) din Ungaria întinsă pe o suprafață de 42,53 ha, integral pe uscat.

## Localizare
Centrul sitului Apci Somlyó este situat la coordonatele 47°47′38″N 19°42′23″E / 47.793889°N 19.706389°E.

## Înființare
Situl Apci Somlyó a fost declarat sit de importanță comunitară în mai 2004 pentru a proteja 2 specii de plante și 3 specii de animale. Situl a fost protejat și ca arie specială de conservare în februarie 2010.

## Biodiversitate
Situată în ecoregiunea panonică, aria protejată conține 4 habitate naturale: Tufărișuri subcontinentale peripanonice, Păduri panonice cu Quercus pubescens, Pajiști stepice subpanonice, Pajiști uscate seminaturale și facies de acoperire cu tufișuri pe substraturi calcaroase (Festuco-Brometalia) (* situri importante pentru orhidee).
La baza desemnării sitului se află mai multe specii protejate:
- plante (2): Echium russicum, Thlaspi jankae
- nevertebrate (3): croitorul mare al stejarului (Cerambyx cerdo), fluturele de noapte (Eriogaster catax), rădașcă (Lucanus cervus)

Pe lângă speciile protejate, pe teritoriul sitului au mai fost identificate 12 specii de plante, 2 specii de nevertebrate, 2 specii de reptile.